# II bitwa o Az-Zawiję
II bitwa o Az-Zawiję – zbrojne starcie stoczone w dniach 13–20 sierpnia 2011 między libijską armią rządową a rebeliantami wspieranymi przez lotnictwo NATO podczas libijskiej wojny domowej na froncie zachodnim.

## Tło
Po I bitwie o Az-Zawiję, która miała miejsce na przełomie lutego i marca, miasto było pod kontrolą rządu centralnego. Od tamtej pory frontu zachodni znacznie się oddalił od stolicy, a najbliższa okolica znajdowała się pod kontrolą lojalistów. W celu zmiany tego stanu rzeczy, w połowie czerwca 2011, rebelianci przypuścili rajd na Az-Zawiję, który jednak został krwawo odparty.
Pod koniec lipca 2011 rebelianci rozpoczęli ostatnią fazę operacji w górach Dżabal Nafusa, w wyniku której cały obszar znajdujący się między Dżabal Nafusą na południu a Az-Zawiji przeszedł pod ich kontrolę. Po zdobyciu miasta Bir al-Ghanem (6 sierpnia) powstańcy ogłosili marsz na Az-Zawiję. Kiedy 13 sierpnia rebelianci dotarli do Az-Zawiji, rozpoczęła się bitwa o miasto, a także o inne pobliskie. Niektóre bojówki przegrupowały się w Az-Zawiji i ruszyły na zachód w stronę przejścia granicznego z Tunezją w Ras Adżdir, rozpoczynając równocześnie kampanię na wybrzeżu.

## Bitwa
13 sierpnia powstańcy dotarli od południa do bram Az-Zawiji i ogłosili, że po półgodzinnej walce z najemnikami weszli do centrum miasta, 800 metrów od Placu Męczenników. Część sił Kaddafiego ewakuowała się do Trypolisu, część wycofała się na przedmieścia. Mieszkańcy świętowali na ulicach wyzwolenie miasta. Powstańcy, których stale wspomagało lotnictwo NATO, przejęli także kontrolę nad autostradą wiodącą do Tunezji, którą do stolicy Libii docierało paliwo i żywność. Była to ostatnia z istniejących dróg zaopatrywania Trypolisu, obok zablokowanego przez NATO w kwietniu portu. 14 sierpnia walki w Az-Zawiji trwały nadal. Z wojsk Kaddafiego pozostali jedynie snajperzy i pojedynczy żołnierze. Rzecznik powstańców zapowiedział oczyszczenie miasta do końca tego dnia.
15 sierpnia rebelianci usiłowali zdobyć ostatni strategiczny punkt broniony przez snajperów w centrum miasta – Plac Męczenników. W trakcie walk pojmano 15 najemników z Nigerii. Ogłoszono, że 80% miasta było pod pełną kontrolą bojowników. Lojaliści atakowali rebeliantów rakietami Grad. W czasie starć doszło do nalotu NATO, w wyniku którego zniszczone zostały trzy czołgi i dwa wozy pancerne powstańców. Według raportu CNN, rebelianci kontrolowali do 16 sierpnia wszystkie zachodnie dzielnice, a walki toczyły się na wschodnich przedmieściach. W walkach tego dnia w ostrzale rakietowym z pozycji armii zginęło 15 osób, w tym dwóch cywilów. Ponadto następnego dnia rebelianci zamknęli ropociąg z Az-Zawiji do stolicy, natomiast NATO w nalocie zniszczyło czołgi oraz łódź stojącą w pobliżu portu.
18 sierpnia rankiem rebelianci zdobyli rafinerię w Az-Zawiji. W ataku na rafinerię, który trwał dwa dni, udział brało 200 bojowników. Kompleksu broniło 100 żołnierzy, w tym wielu najemników. 19 sierpnia pomyślnie zakończył się szturm rebeliantów na Plac Męczenników – główny plac miasta. 20 sierpnia bojownicy kontrolowali już całą Az-Zawiję. Po zdobytych pozycjach oprowadzani byli dziennikarze. Tymczasem walki przeniosły się 27 km na wschód od miasta, gdzie kolumna rebeliantów kierowała na stolicę, by zasilić walczące w stolicy jednostki.